# Fermatovo číslo
Fermatovým číslem se v matematice rozumí takové přirozené číslo, které je rovno
{\displaystyle F_{n}=2^{2^{\overset {n}{}}}+1}
pro nějaké nezáporné celé číslo {\displaystyle n}. Svoje jméno tato čísla získala podle matematika Pierra de Fermata, který je zkoumal jako jeden z prvních.
Prvních devět Fermatových čísel je:
| F0 | = | 21   | + | 1 | = | 3 |  |
| F1 | = | 2    | + | 1 | = | 5 |  |
| F2 | = | 24   | + | 1 | = | 17 |  |
| F3 | = | 28   | + | 1 | = | 257 |  |
| F4 | = | 216  | + | 1 | = | 65 537 |  |
| F5 | = | 232  | + | 1 | = | 4 294 967 297                                                                                              |  |
|    |   |      |   |   | = | 641 × 6 700 417                                                                                            |  |
| F6 | = | 264  | + | 1 | = | 18 446 744 073 709 551 617                                                                                 |  |
|    |   |      |   |   | = | 274 177 × 67 280 421 310 721                                                                               |  |
| F7 | = | 2128 | + | 1 | = | 340 282 366 920 938 463 374 607 431 768 211 457                                                            |  |
|    |   |      |   |   | = | 59 649 589 127 497 217 × 5 704 689 200 685 129 054 721                                                     |  |
| F8 | = | 2256 | + | 1 | = | 115 792 089 237 316 195 423 570 985 008 687 907 853 269 984 665 640 564 039 457 584 007 913 129 639 937    |  |
|    |   |      |   |   | = | 1 238 926 361 552 897 × 93 461 639 715 357 977 769 163 558 199 606 896 584 051 237 541 638 188 580 280 321 |  |

V roce 2008 byl znám prvočíselný rozklad pouze prvních dvanácti Fermatových čísel F0 až F11.

## Fermatova prvočísla
Fermat věřil, že všechna Fermatova čísla jsou prvočísla (takovým číslům se pak zkráceně říká Fermatovo prvočíslo). To bylo vyvráceno v roce 1732 Leonhardem Eulerem. Euler dokázal, že dělitel čísla Fn musí mít podobu k2n+2 + 1. Pro {\displaystyle n=5} tedy stačí zkoušet dělit čísly 128k + 1 a Euler objevil, že
{\displaystyle F_{5}=2^{2^{5}}+1=2^{32}+1=4294967297=641\cdot 6700417.\;}
V rozporu s Fermatovým očekáváním se dodnes (2008) nepodařilo objevit žádná další Fermatova prvočísla kromě F0, F1, F2, F3 a F4, která znal už Fermat. Vzhledem k tomu, jak rychle Fermatova čísla rostou, se o Fermatových číslech pro velká n mnoho neví a pojí se k nim následující otevřené problémy:
- jsou všechna Fermatova čísla Fn pro {\displaystyle n>4} složená?
- existuje nekonečně mnoho Fermatových složených čísel?
- existuje nekonečně mnoho Fermatových prvočísel?